# 神璽
神璽（しんじ）は、五胡十六国時代、北涼の君主段業の治世で使用された元号。397年5月 - 399年正月。

## 西暦・干支との対照表
| 神璽 | 元年  | 2年   | 3年   |
| 西暦 | 397年 | 398年 | 399年 |
| 干支 | 丁酉  | 戊戌  | 己亥  |